# Eric Lamaze
Eric Lamaze (ur. 17 kwietnia 1968 w Montrealu) – kanadyjski jeździec sportowy. Dwukrotny medalista olimpijski z Pekinu, mistrz kraju.
Sukcesy odnosi w konkurencji skoków przez przeszkody. Cztery razy brał udział w mistrzostwach świata. Z powodu kłopotów z narkotykami nie wziął udziału w dwóch igrzyskach: w 1996 w Atlancie i cztery lata później w Sydney.